# Ichtegem
Ichtegem ist eine belgische Gemeinde in der Region Flandern mit 14.516 Einwohnern (Stand 1. Januar 2024). Sie besteht aus den drei Ortsteilen Ichtegem (mit 5.763 Einwohnern (E)) , Eernegem (mit 6.587 E) und Bekegem (mit 1.073 E).

## Lage
Torhout liegt 7 Kilometer südöstlich, der Fährhafen Ostende am Ärmelkanal 16 km nordwestlich, Brügge 18 km nordöstlich, Gent 50 km östlich und Brüssel etwa 98 km südöstlich (alle Angaben in Luftlinie vom Ortsteil Ichtegem bis zu den jeweiligen Stadtzentren).

## Töchter und Söhne der Gemeinde
- Josuë Dupon (1864–1935), Bildhauer, Maler und Medailleur
- Odiel Van Hevel (1902–1994), Radrennfahrer, geboren in Eernegem
- Richard Depoorter (1915–1948), Radrennfahrer
- Marcel Seynaeve (1933–2015), Radrennfahrer, geboren in Bekegem

## Verkehr
Die nächsten Autobahnabfahrten befinden sich bei Gistel an der A18/E 40 im Westen, Jabbeke und Brügge an der A10 im Norden sowie Ruddervoorde und Lichtervelde an der A17 im Osten. 

In Zedelgem, Torhout und Kortemark befinden sich die nächsten Regionalbahnhöfe und in Oostende und Brügge halten auch überregionale Schnellzüge.

## Weblinks

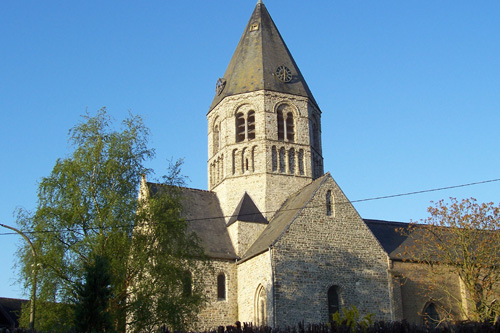
Kirche von Ichtegem

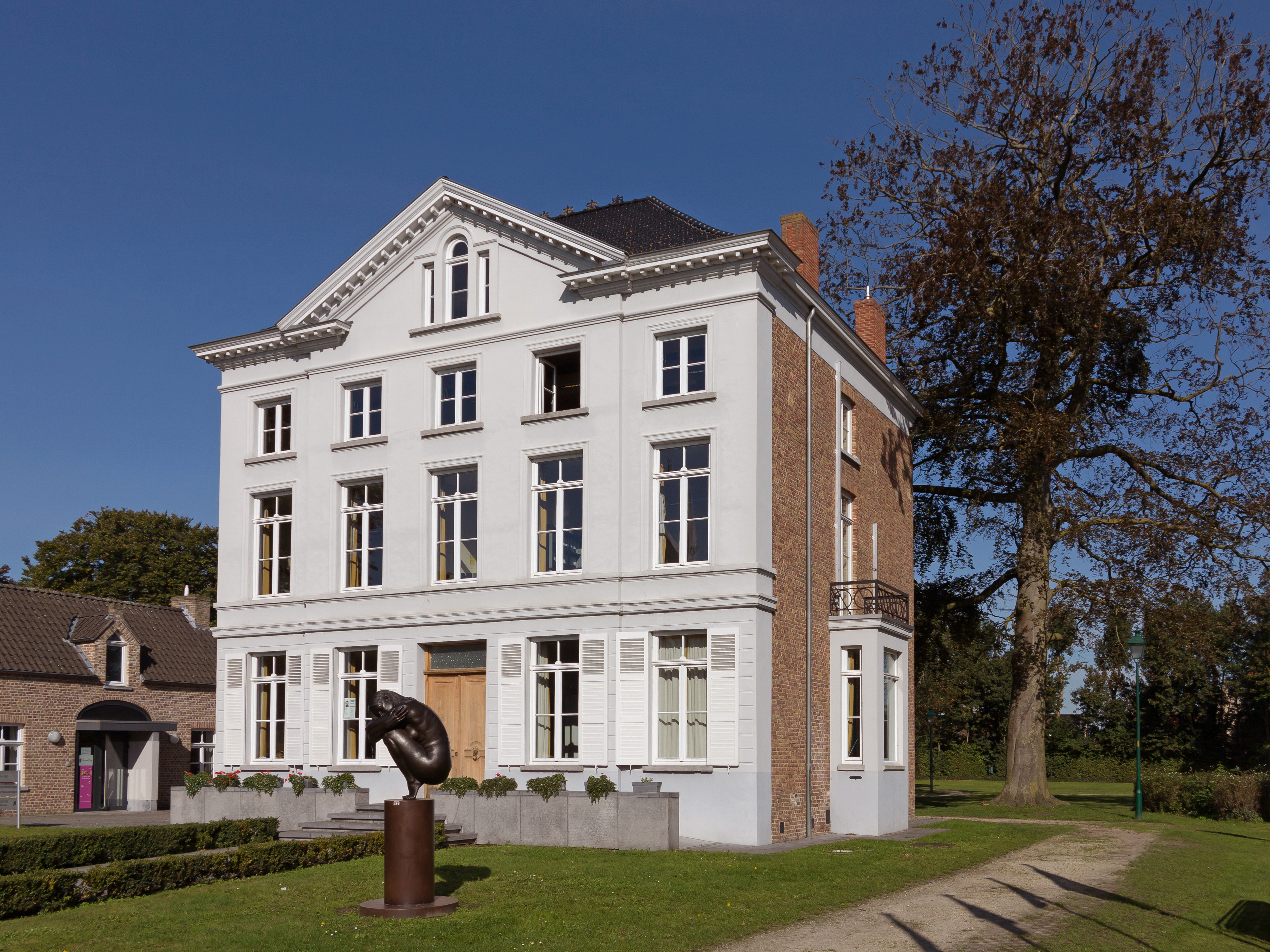
Villa am Kasteelwegel